# Péninsule de Paraguaná
La péninsule de Paraguaná est située dans le nord de l'État de Falcón au Venezuela. Elle a une superficie de 3 405 km2.

## Climat
La péninsule de Paraguaná est l'une des régions les plus arides du Venezuela avec des précipitations moyennes annuelles de 340,2 mm et atteignant leur maximum au mois de novembre avec 83,5 mm. La température moyenne mensuelle varie entre 28 et 34 °C. 

## Géographie
La péninsule fut autrefois une île comme ses voisines Aruba, Curaçao et Bonaire. Elle est rattachée au continent par l'isthme de los Médanos, un tombolo d'une longueur de 25 km. Coro, la capitale de l'État, se trouve à l'autre extrémité de cet isthme. Au nord, le Cap San Román est le point le plus septentrional du Venezuela continental. L'île d'Aruba se trouve à 27 km au nord de la péninsule.

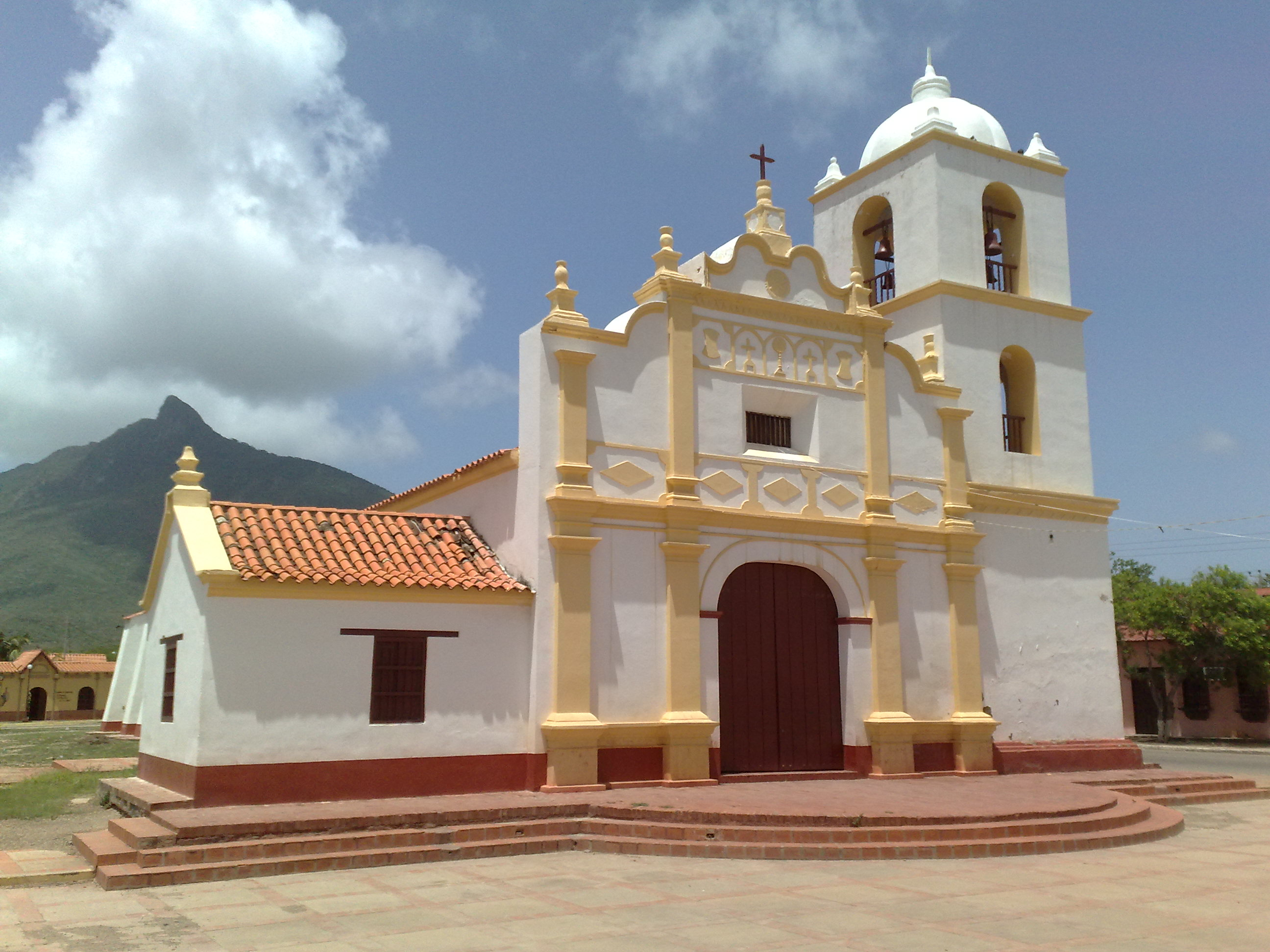
Église de Moruy.

## Personnalités
- Juan Crisóstomo Falcón, maréchal et homme politique, président du Venezuela de 1863 à 1868.
- Ali Primera, chanteur-compositeur surnommé El cantor del pueblo.